# Martina Rosucci
Martina Rosucci (Torino, 9 maggio 1992) è una calciatrice italiana, centrocampista della Juventus, di cui è capitana, e della nazionale italiana.

## Biografia
Nata a Torino da Raffaele e Angela Rosucci, è cresciuta a Collegno, cittadina della cintura torinese.
Ha un fratello gemello, Matteo, nato pochi minuti prima di lei, con cui si appassiona fin da piccola al calcio.
Si è diplomata a Torino al liceo linguistico e il 19 marzo 2024 si è laureata in Scienze motorie e sportive.
Nel dicembre 2013 si lega alla PiZero Sport per la gestione della propria immagine e comunicazione.
Nel febbraio 2014 è la prima calciatrice di cui è stato esposto un cimelio nel Museo Nazionale dello Sport che aveva sede a Torino presso lo stadio Olimpico; a essere esposta è stata la maglia numero 10 indossata nel corso del Mondiale under 20 in Giappone.
Nell'aprile 2014 dona la maglia utilizzata contro l'Estonia nella prima partita di qualificazione ai Mondiali con l'Italia, per l'asta benefica organizzata dal capitano del Livorno Andrea Luci a favore della F.O.P. onlus, per la ricerca contro la Fibrodisplasia ossificante progressiva, di cui il figlio del capitano livornese è vittima.
Il 1º gennaio 2015 vince la prima edizione del Pallone Azzurro FIGC 2014, premio indetto dalla Federazione italiana che permette ai tifosi di votare il miglior atleta dell'anno con la maglia della Nazionale, davanti a Gabbiadini e Manieri.

## Caratteristiche tecniche
Centrocampista centrale con buona visione di gioco, capacità di interdizione e abilità nell'inserimento offensivo. Spesso è impiegata come trequartista, in particolare nelle varie selezioni azzurre della Nazionale, e come regista davanti alla difesa.

## Carriera

### Club
Dopo aver giocato fino a 14 anni in squadre miste, viene ingaggiata dal Carrara, squadra di Serie D, con cui diventa ben presto protagonista segnando tra campionato e Coppa Piemonte un totale di 81 reti in una sola stagione, a soli sedici anni.

#### Torino
A fine stagione viene prelevata dal Torino, che milita in Serie A. Fa il suo esordio con la maglia granata in campionato alla terza giornata, il 18 ottobre 2008 a Sassari contro la Torres, schierata titolare e poi sostituita al 20' della ripresa, con le granata che escono sconfitte per 2-0. Il 25 gennaio 2009 segna la sua prima rete in serie A contro il Venezia, nella vittoria per 2-1 contro le lagunari.
Il Torino nella stagione successiva cambia allenatore, ma Rosucci rimane titolare della squadra disputando in campionato 21 partite sulle 22 totali, saltando una sola gara per squalifica, andando in rete in tre occasioni. La squadra granata, con molte giovani di talento tra le proprie file, migliora il piazzamento finale della stagione precedente classificandosi al quinto posto. In Coppa Italia invece il cammino della squadra si interrompe subito con Rosucci che non scende mai in campo.
La terza stagione con la maglia granata vede un nuovo cambio in panchina per la squadra, con il campionato inoltre vede l'aumento delle squadre partecipanti, che da dodici passano a quattordici, per una lotta salvezza che coinvolge un numero maggiore di squadre tra cui anche il Torino, nonostante il settimo posto finale. Rosucci scende in campo 25 volte e segna due reti nell'arco del campionato, mentre in Coppa Italia la squadra ripete il brutto cammino della stagione precedente uscendo subito, con Rosucci che colleziona una sola presenza nella manifestazione. La gara contro la Torres, campione d'Italia, del 21 maggio 2011 che chiude il campionato e che vede il Torino sconfitto per 6-0 in casa, è l'ultima apparizione in maglia granata di Rosucci che decide di non rinnovare il contratto con la squadra.

#### Brescia
L'anno successivo passa al Brescia, squadra da appena due campionati in serie A, ma che dopo la salvezza ottenuta nella prima stagione ha ottenuto un terzo posto in quella appena conclusa e coltiva ambizioni da primato. L'esordio avviene l'8 ottobre contro il Chiasiellis con il Brescia, subentrando all'ottavo minuto della ripresa a Ferrandi e mettendo a segno il suo primo gol in maglia biancoazzurra a cinque minuti dalla fine.
L'anno successivo, dopo aver rinunciato a un'esperienza negli Stati Uniti d'America, torna a giocare solo il 21 aprile a causa di un infortunio, scendendo in campo proprio in casa del Torino sua ex-squadra. Il 2 giugno, vince la Coppa Italia battendo in finale il Napoli ai tempi supplementari per 3-2. La stagione successiva, dopo la sconfitta nella Supercoppa italiana 2012, il Brescia conclude senza trofei. Nella nuova stagione, il Brescia vince il campionato con il record di 25 vittorie e una sola sconfitta: è il secondo trofeo per Rosucci, che si laurea così campionessa d'Italia con le Leonesse. Si tratta della migliore stagione in carriera con ventisette presenze in campionato e dodici reti segnate, più tre presenze e tre reti in Coppa Italia.
La stagione successiva si apre con la conquista della Supercoppa italiana, vinta ai rigori contro il Graphistudio Tavagnacco, unico trofeo italiano mancante. L'esordio in UEFA Women's Champions League avviene a ottobre nella doppia sfida contro l'Olympique Lione, con il Brescia immediatamente eliminato dalla competizione. In campionato il Brescia chiude secondo alle spalle del Bardolino Verona perdendo i punti decisivi contro il San Zaccaria, unica gara dove Rosucci è assente per squalifica. La stagione si conclude con la conquista della seconda Coppa Italia per Rosucci, con il Brescia che batte in finale il Tavagnacco e con Rosucci che segna la terza rete nel 4-0 finale.
La stagione 2015-16 è quella della Tripletta per il Brescia con cui Rosucci da titolare conquista tutti e tre i trofei nazionali a iniziare dalla Supercoppa Italia contro il Verona, segnando uno dei rigori decisivi dopo lo 0-0 di tempi regolamentari e supplementari, proseguendo con lo scudetto per finire con la Coppa Italia vinta ancora sul Verona. Rosucci è protagonista anche dello storico raggiungimento dei quarti di finale di Champions League, collezionando in stagione un totale di 31 presenze con all'attivo due reti.

#### Juventus
Nel 2017 è una delle prime giocatrici della neonata squadra femminile della Juventus. Qui vince il terzo scudetto in carriera nello spareggio ai calci di rigore contro la sua ex squadra del Brescia.
La stagione successiva, nel settembre 2018, un grave infortunio al legamento crociato del ginocchio destro le fa perdere gran parte della stagione agonistica.
Nel febbraio 2023 subisce un nuovo infortunio, la rottura del crociato, venendo operata a Lione un mese dopo e rimanendo fuori per tutta la stagione seguente. Torna a giocare una gara ufficiale con le bianconere il 21 settembre 2024, a più di un anno e mezzo dall'infortunio, subentrando nel finale della gara vinta per 1-2 contro la Lazio.
Dalla stagione 2025-2026, stante il ritiro di Sara Gama, Rosucci ne eredita i gradi di capitana della squadra bianconera.

### Nazionale

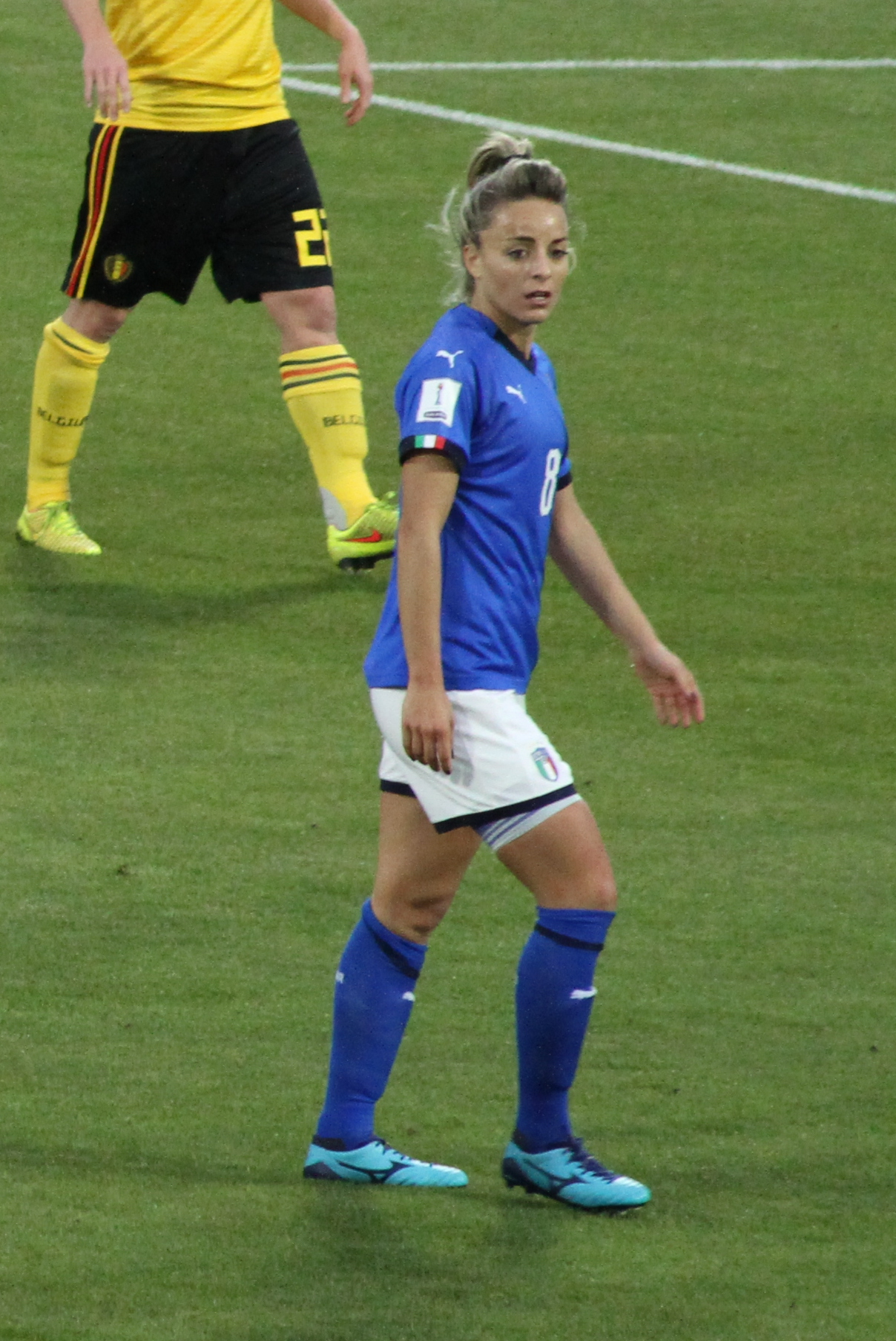
Rosucci con la maglia della nazionale il 10 aprile 2018, durante la vittoriosa sfida di Ferrara contro il (2-1) valevole per le qualificazioni al mondiale 2019

Ha vestito la maglia di tutte le selezioni giovanili dell'Italia diventando subito un elemento importante della nazionale maggiore, conquistando dopo l'europeo del 2013 in Svezia la maglia da titolare.

#### Nazionali giovanili

##### Under 17
La prima convocazione giunge nel febbraio del 2008 quando, dopo le apparizioni nella Rappresentativa regionale del Piemonte giunge la chiamata del tecnico della nazionale under 17 Enrico Sbardella. Rosucci è l'unica calciatrice militante in Serie D a essere convocata in azzurro, ma deve rinunciare alla convocazione per una nevralgia trigemale che la obbliga al ricovero in ospedale. Sbardella dopo un mese la riconvoca per un nuovo stage. Il 18 marzo fa il suo esordio nell'amichevole contro la Svizzera dove gioca quarantacinque minuti, per poi disputare da titolare una seconda amichevole, sempre con le elvetiche, pochi giorni dopo dove disputa gli interi novanta minuti. Ad assistere alla partita c'è il commissario tecnico della nazionale under 19, Corrado Corradini che decide di convocarla nella propria selezione, nonostante abbia tre anni in meno delle prossime nuove compagne e giochi solo in serie D.

##### Under 19
Alle porte c'è l'europeo under 19 del 2008 in Francia e Rosucci viene inserita nella lista delle pre-convocate prima, e in quello delle convocate effettive poi. A fine maggio fa il suo esordio con l'under 19 da titolare in un'amichevole giocata in Sardegna contro l'Inghilterra e persa dall'Italia 3-0. All'europeo l'Italia batte 1-0 nella prima giornata la Norvegia. Nella seconda giornata le azzurre superano 3-1 le padrone di casa della Francia e nella terza, con la qualificazione già conquistata, perdono 3-0 con la Spagna. Rosucci entra nella ripresa contro la Norvegia e disputa gli interi novanta minuti contro le spagnole. Il cammino dell'Italia è sorprendente e dopo aver eliminato la Svezia in semifinale con il risultato di 4-0, le azzurrine battono in finale la Norvegia 1-0 conquistando il primo oro europeo femminile nella storia dell'Italia.

##### Il ritorno in under 17
Concluso l'europeo Rosucci viene convocata per un Torneo in Polonia nell'under 17 e partecipa, a ottobre, al primo turno di qualificazione all'europeo di categoria che vede l'Italia giungere seconda alle spalle della Francia, venendo eliminata. Rosucci mette a segno il suo primo gol azzurro contro la Polonia ad agosto e si ripete contro l'Azerbaijan nel corso delle qualificazioni. Terminate le qualificazioni Rosucci passa in pianta stabile in under 19.

##### Nuovamente in under 19
Corradini la convoca nel marzo 2009 per il prestigioso Torneo di La Manga in Spagna e da quel momento affida la fascia da capitano, la maglia numero dieci e le chiavi della squadra a lei. L'obiettivo diventa il mondiale under 20 che si disputerà nel 2012 e a cui l'Italia non ha mai partecipato; per accedervi bisogna giungere in semifinale nell'europeo del 2011 che si disputeranno in Italia. Prima però c'è da conquistare l'accesso alla fase finale dell'europeo 2009, ma l'Italia non supera il secondo turno di qualificazioni in aprile e non stacca il biglietto per Bielorussia 2009. A settembre inizia la fase di qualificazione all'europeo del 2010: l'Italia supera il primo turno, con Rosucci che realizza la sua prima rete con la selezione azzurra nella partita contro la Bulgaria, e a marzo il secondo, qualificandosi alla fase finale dell'europeo in Macedonia, dove però esce al termine della fase a girone con un solo punto conquistato. L'avvicinamento a europeo del 2011 in Italia, a cui la nazionale padrona di casa è qualificata di diritto, è caratterizzato da alti e bassi con amichevoli a tratti convincenti e un Torneo di La Manga fallimentare. A Cervia, dove si disputa il campionato, si presenta in campo un'Italia bella e vincente, che supera il girone battendo Russia, Svizzera e Belgio, accedendo alle semifinali e staccando il pass per il mondiale under 20 che si disputeranno l'anno successivo in Giappone. A distanza di tre anni la Norvegia però si prende la rivincita eliminando l'Italia in semifinale, con Rosucci che si deve accontentare del bronzo europeo e di essere inserita dall'Uefa nei 10 Best Player della competizione. In totale Rosucci colleziona 31 presenze con l'under 19, segnando 4 reti.

##### Under 20
L'Italia al mondiale under 20 del 2012 in Giappone è inserita nel gruppo B con Brasile, Corea del Sud e Nigeria. L'esordio avviene il 19 agosto a Saitama contro le brasiliane: l'Italia è in vantaggio 1-0 al 90', per quella che sarebbe una vittoria storica, ma al 92' un errore difensivo consente al Brasile di pareggiare. Nella seconda partita l'Italia viene sconfitta dalla Corea del Sud 2-0 ed esce dal mondiale nell'ultima partita contro la Nigeria perdendo 4-0. Rosucci gioca le intere partite da titolare e da capitano.

#### Nazionale maggiore
La nazionale italiana ha da poco cambiato guida quando Rosucci termina il mondiale under 20; il nuovo selezionatore Antonio Cabrini la esclude dalle ultime due partite di qualificazione all'europeo del 2013, con l'Italia già sicura della partecipazione. L'infortunio al ginocchio sembra precludere a Rosucci la possibilità di entrare tra le candidate a un posto tra le 23 convocate, ma con determinazione riesce a superare l'infortunio patito nel corso del girone di ritorno di campionato, arrivando a maggio in una buona forma fisica. Cabrini la inserisce nella lista delle 28 pre-convocate e Rosucci si conquista un posto tra le 23 che partono alla volta della Svezia, senza aver ancora giocato un minuto con la Nazionale. L'Italia è inserita nel gruppo A e la prima partita la pareggia 0-0 contro la Finlandia; nella seconda arriva la vittoria per 2-1 sulla Danimarca con Rosucci che fa il suo esordio assoluto con la nazionale maggiore subentrando a 18 minuti dal termine a Panico. La qualificazione agli ottavi è raggiunta, così diventa ininfluente la sconfitta per 3-1 contro la Svezia padrona di casa in cui Martina gioca gli interi novanta minuti. La Germania negli ottavi si rivela troppo forte per l'Italia che viene battuta 1-0 ed eliminata.
Terminato l'europeo Rosucci diventa immediatamente titolare, con indosso la maglia numero 10, fin dall'inizio delle qualificazioni per il mondiale del 2015 in Canada, segnando nella prima partita disputata, a Tallin contro l'Estonia il 20 settembre 2013, la sua prima rete nella nazionale maggiore A novembre 2014 disputa da titolare le finali play-off di qualificazione al mondiale contro i Paesi Bassi, dopo aver concluso il girone al secondo posto dietro la Spagna: l'Italia pareggia all'andata in trasferta, ma perde a Verona al ritorno e viene eliminata.
Viene convocata da Milena Bertolini per il mondiale del 2019 in Francia. Partecipa alle qualificazioni al mondiale della nazionale italiana, affrontando in ordine la Moldavia, il Belgio, dove segna un gol, e il Portogallo da titolare. Debutta agli ottavi della fase finale del campionato sostituendo Barbara Bonansea nel secondo tempo. La partita poi terminerà per 2-0 in favore delle Azzurre.
Nel maggio del 2025, Rosucci rientra in nazionale dopo l'infortunio al legamento crociato, venendo convocata dal commissario tecnico Andrea Soncin in vista degli incontri di UEFA Women's Nations League con Svezia e Galles.

## Statistiche

### Presenze e reti nei club
Statistiche aggiornate al 10 maggio 2025.
| Stagione        | Squadra         | Campionato      | Campionato | Campionato | Coppe nazionali | Coppe nazionali | Coppe nazionali | Coppe continentali | Coppe continentali | Coppe continentali | Altre coppe | Altre coppe | Altre coppe | Totale | Totale |
| Stagione        | Squadra         | Comp            | Pres       | Reti       | Comp            | Pres            | Reti            | Comp               | Pres               | Reti               | Comp        | Pres        | Reti        | Pres   | Reti   |
| --------------- | --------------- | --------------- | ---------- | ---------- | --------------- | --------------- | --------------- | ------------------ | ------------------ | ------------------ | ----------- | ----------- | ----------- | ------ | ------ |
| 2008-2009       | Torino          | A               | 19         | 1          | CI              | 6               | 0               | -                  | -                  | -                  | -           | -           | -           | 25     | 1      |
| 2009-2010       | Torino          | A               | 21         | 3          | CI              | -               | -               | -                  | -                  | -                  | -           | -           | -           | 21     | 3      |
| 2010-2011       | Torino          | A               | 25         | 2          | CI              | 1               | 0               | -                  | -                  | -                  | -           | -           | -           | 26     | 2      |
| Totale Torino   | Totale Torino   | Totale Torino   | 65         | 6          |                 | 7               | 1               |                    | -                  | -                  |             | -           | -           | 72     | 7      |
| 2011-2012       | Brescia         | A               | 15         | 6          | CI              | 4               | 1               | -                  | -                  | -                  | -           | -           | -           | 19     | 7      |
| 2012-2013       | Brescia         | A               | 20         | 4          | CI              | 3               | 0               | -                  | -                  | -                  | SI          | 1           | 0           | 24     | 4      |
| 2013-2014       | Brescia         | A               | 27         | 12         | CI              | 3               | 3               | -                  | -                  | -                  | -           | -           | -           | 30     | 15     |
| 2014-2015       | Brescia         | A               | 25         | 5          | CI              | 4               | 2               | UWCL               | 2                  | 0                  | SI          | 1           | 0           | 32     | 7      |
| 2015-2016       | Brescia         | A               | 20         | 1          | CI              | 4               | 2               | UWCL               | 6                  | 0                  | SI          | 1           | 0           | 31     | 3      |
| 2016-2017       | Brescia         | A               | 6          | 2          | CI              | -               | -               | UWCL               | 2                  | 0                  | SI          | 1           | 0           | 9      | 2      |
| Totale Brescia  | Totale Brescia  | Totale Brescia  | 113        | 30         |                 | 18              | 8               |                    | 10                 | 0                  |             | 4           | 0           | 145    | 39     |
| 2017-2018       | Juventus        | A               | 22+1       | 4          | CI              | 3               | 1               |                    | -                  | -                  |             | -           | -           | 26     | 5      |
| 2018-2019       | Juventus        | A               | 2          | 0          | CI              | 2               | 0               | UWCL               | -                  | -                  | SI          | -           | -           | 4      | 0      |
| 2019-2020       | Juventus        | A               | 16         | 5          | CI              | 0               | 0               | UWCL               | 2                  | 0                  | SI          | 1           | 0           | 19     | 5      |
| 2020-2021       | Juventus        | A               | 19         | 0          | CI              | 5               | 0               | UWCL               | 1                  | 0                  | SI          | 2           | 0           | 27     | 0      |
| 2021-2022       | Juventus        | A               | 20         | 2          | CI              | 7               | 1               | UWCL               | 12                 | 1                  | SI          | 2           | 0           | 41     | 4      |
| 2022-2023       | Juventus        | A               | 17         | 0          | CI              | 4               | 0               | UWCL               | 6                  | 1                  | SI          | 1           | 0           | 28     | 1      |
| 2023-2024       | Juventus        | A               | -          | -          | CI              | -               | -               | UWCL               | -                  | -                  | SI          | -           | -           | -      | -      |
| 2024-2025       | Juventus        | A               | 16         | 1          | CI              | 4               | 0               | UWCL               | 4                  | 0                  | SI          | 0           | 0           | 23     | 1      |
| Totale Juventus | Totale Juventus | Totale Juventus | 112+1      | 12         |                 | 25              | 2               |                    | 25                 | 2                  |             | 6           | 0           | 169    | 16     |
| Totale carriera | Totale carriera | Totale carriera | 291        | 48         |                 | 50              | 11              |                    | 35                 | 2                  |             | 10          | 0           | 376    | 61     |

### Cronologia presenze e reti in nazionale
| Cronologia completa delle presenze e delle reti in nazionale ― Italia | Cronologia completa delle presenze e delle reti in nazionale ― Italia | Cronologia completa delle presenze e delle reti in nazionale ― Italia | Cronologia completa delle presenze e delle reti in nazionale ― Italia | Cronologia completa delle presenze e delle reti in nazionale ― Italia | Cronologia completa delle presenze e delle reti in nazionale ― Italia | Cronologia completa delle presenze e delle reti in nazionale ― Italia | Cronologia completa delle presenze e delle reti in nazionale ― Italia |
| Data                                                                  | Città                                                                 | In casa                                                               | Risultato                                                             | Ospiti                                                                | Competizione                                                          | Reti                                                                  | Note                                                                  |
| --------------------------------------------------------------------- | --------------------------------------------------------------------- | --------------------------------------------------------------------- | --------------------------------------------------------------------- | --------------------------------------------------------------------- | --------------------------------------------------------------------- | --------------------------------------------------------------------- | --------------------------------------------------------------------- |
| 13-7-2013                                                             | Halmstad                                                              | Italia                                                                | 2 – 1                                                                 | Danimarca                                                             | Euro 2013 - 1º turno                                                  | -                                                                     | 72’                                                                   |
| 16-7-2013                                                             | Halmstad                                                              | Svezia                                                                | 3 – 1                                                                 | Italia                                                                | Euro 2013 - 1º turno                                                  | -                                                                     | Ammonizione                                                           |
| 20-9-2013                                                             | Tallinn                                                               | Estonia                                                               | 1 – 5                                                                 | Italia                                                                | Qual. Mondiali 2015                                                   | 1                                                                     | 75’                                                                   |
| 26-9-2013                                                             | Bassano del Grappa                                                    | Italia                                                                | 1 – 0                                                                 | Romania                                                               | Qual. Mondiali 2015                                                   | -                                                                     |                                                                       |
| 31-10-2013                                                            | Madrid                                                                | Spagna                                                                | 2 – 0                                                                 | Italia                                                                | Qual. Mondiali 2015                                                   | -                                                                     |                                                                       |
| 13-2-2014                                                             | Novara                                                                | Italia                                                                | 6 – 1                                                                 | Rep. Ceca                                                             | Qual. Mondiali 2015                                                   | -                                                                     |                                                                       |
| 5-3-2014                                                              | Larnaca                                                               | Italia                                                                | 0 – 2                                                                 | Inghilterra                                                           | Cyprus Cup 2014 - 1º turno                                            | -                                                                     |                                                                       |
| 7-3-2014                                                              | Larnaca                                                               | Canada                                                                | 3 – 1                                                                 | Italia                                                                | Cyprus Cup 2014 - 1º turno                                            | -                                                                     | 55’                                                                   |
| 10-3-2014                                                             | Larnaca                                                               | Finlandia                                                             | 1 – 1                                                                 | Italia                                                                | Cyprus Cup 2014 - 1º turno                                            | -                                                                     | 80’                                                                   |
| 12-3-2014                                                             | Larnaca                                                               | Australia                                                             | 5 – 2                                                                 | Italia                                                                | Cyprus Cup 2014 - Finale 7º/8º posto                                  | -                                                                     | 50’                                                                   |
| 5-4-2014                                                              | Vicenza                                                               | Italia                                                                | 0 – 0                                                                 | Spagna                                                                | Qual. Mondiali 2015                                                   | -                                                                     |                                                                       |
| 10-4-2014                                                             | Cluj-Napoca                                                           | Romania                                                               | 1 – 2                                                                 | Italia                                                                | Qual. Mondiali 2015                                                   | -                                                                     | 73’                                                                   |
| 14-6-2014                                                             | Praga                                                                 | Rep. Ceca                                                             | 0 – 4                                                                 | Italia                                                                | Qual. Mondiali 2015                                                   | -                                                                     | Ammonizione                                                           |
| 13-9-2014                                                             | Vercelli                                                              | Italia                                                                | 4 – 0                                                                 | Estonia                                                               | Qual. Mondiali 2015                                                   | -                                                                     |                                                                       |
| 17-9-2014                                                             | Vercelli                                                              | Italia                                                                | 15 – 0                                                                | Macedonia                                                             | Qual. Mondiali 2015                                                   | -                                                                     | 45’                                                                   |
| 25-10-2014                                                            | Rieti                                                                 | Italia                                                                | 2 – 1                                                                 | Ucraina                                                               | Qual. Mondiali 2015 - semifinale play-off UEFA                        | -                                                                     | 80’                                                                   |
| 22-11-2014                                                            | L'Aia                                                                 | Paesi Bassi                                                           | 1 – 1                                                                 | Italia                                                                | Qual. Mondiali 2015 - finale play-off UEFA                            | -                                                                     |                                                                       |
| 27-11-2014                                                            | Verona                                                                | Italia                                                                | 1 – 2                                                                 | Paesi Bassi                                                           | Qual. Mondiali 2015 - finale play-off UEFA                            | -                                                                     | 72’                                                                   |
| 4-3-2015                                                              | Nicosia                                                               | Corea del Sud                                                         | 1 – 2                                                                 | Italia                                                                | Cyprus Cup 2015 - 1º turno                                            | -                                                                     | 80’                                                                   |
| 6-3-2015                                                              | Larnaca                                                               | Italia                                                                | 3 – 2                                                                 | Scozia                                                                | Cyprus Cup 2015 - 1º turno                                            | -                                                                     | 78’                                                                   |
| 9-3-2015                                                              | Nicosia                                                               | Italia                                                                | 0 – 1                                                                 | Canada                                                                | Cyprus Cup 2015 - 1º turno                                            | -                                                                     | Ammonizione                                                           |
| 11-3-2015                                                             | Larnaca                                                               | Italia                                                                | 2 – 3                                                                 | Messico                                                               | Cyprus Cup 2015 - Finale 3º/4º posto                                  | -                                                                     |                                                                       |
| 28-5-2015                                                             | Nagano                                                                | Giappone                                                              | 1 – 0                                                                 | Italia                                                                | Kirin Challenge Cup                                                   | -                                                                     | 82’                                                                   |
| 18-9-2015                                                             | La Spezia                                                             | Italia                                                                | 6 – 1                                                                 | Georgia                                                               | Qual. Euro 2017                                                       | -                                                                     | 63’                                                                   |
| 24-10-2015                                                            | Cesena                                                                | Italia                                                                | 0 – 3                                                                 | Svizzera                                                              | Qual. Euro 2017                                                       | -                                                                     |                                                                       |
| 27-10-2015                                                            | Praga                                                                 | Rep. Ceca                                                             | 0 – 3                                                                 | Italia                                                                | Qual. Euro 2017                                                       | -                                                                     | 35’                                                                   |
| 3-12-2015                                                             | Guiyang                                                               | Cina                                                                  | 1 – 1                                                                 | Italia                                                                | Amichevole                                                            | -                                                                     | 65’                                                                   |
| 6-12-2015                                                             | Qujing                                                                | Cina                                                                  | 2 – 0                                                                 | Italia                                                                | Amichevole                                                            | -                                                                     | 80’                                                                   |
| 2-3-2016                                                              | Paralimni                                                             | Ungheria                                                              | 0 – 2                                                                 | Italia                                                                | Cyprus Cup 2016 - 1º turno                                            | -                                                                     |                                                                       |
| 7-3-2016                                                              | Larnaca                                                               | Italia                                                                | 0 – 0                                                                 | Austria                                                               | Cyprus Cup 2016 - 1º turno                                            | -                                                                     |                                                                       |
| 9-4-2016                                                              | Bienne                                                                | Svizzera                                                              | 2 – 1                                                                 | Italia                                                                | Qual. Euro 2017                                                       | -                                                                     |                                                                       |
| 12-4-2016                                                             | Reggio Emilia                                                         | Italia                                                                | 3 – 1                                                                 | Irlanda del Nord                                                      | Qual. Euro 2017                                                       | -                                                                     | 66’                                                                   |
| 7-6-2016                                                              | Gori                                                                  | Georgia                                                               | 0 – 7                                                                 | Italia                                                                | Qual. Euro 2017                                                       | -                                                                     | 54’                                                                   |
| 16-9-2016                                                             | Lurgan                                                                | Irlanda del Nord                                                      | 0 – 3                                                                 | Italia                                                                | Qual. Euro 2017                                                       | -                                                                     | 86’                                                                   |
| 20-9-2016                                                             | Vercelli                                                              | Italia                                                                | 3 – 1                                                                 | Rep. Ceca                                                             | Qual. Euro 2017                                                       | -                                                                     |                                                                       |
| 25-7-2017                                                             | Doetinchem                                                            | Svezia                                                                | 2 – 3                                                                 | Italia                                                                | Euro 2017 - 1º turno                                                  | -                                                                     | 84’                                                                   |
| 19-9-2017                                                             | Cluj-Napoca                                                           | Romania                                                               | 0 – 1                                                                 | Italia                                                                | Qual. Mondiali 2019                                                   | -                                                                     |                                                                       |
| 24-10-2017                                                            | Castel di Sangro                                                      | Italia                                                                | 3 – 0                                                                 | Romania                                                               | Qual. Mondiali 2019                                                   | -                                                                     |                                                                       |
| 28-11-2017                                                            | Estoril                                                               | Portogallo                                                            | 0 – 1                                                                 | Italia                                                                | Qual. Mondiali 2019                                                   | -                                                                     |                                                                       |
| 20-1-2018                                                             | Marsiglia                                                             | Francia                                                               | 1 – 1                                                                 | Italia                                                                | Amichevole                                                            | -                                                                     |                                                                       |
| 28-2-2018                                                             | Larnaca                                                               | Italia                                                                | 3 – 0                                                                 | Svizzera                                                              | Cyprus Cup 2018 - 1º turno                                            | -                                                                     | 90’                                                                   |
| 2-3-2018                                                              | Larnaca                                                               | Italia                                                                | 3 – 0                                                                 | Galles                                                                | Cyprus Cup 2018 - 1º turno                                            | -                                                                     | 55’                                                                   |
| 7-3-2018                                                              | Larnaca                                                               | Spagna                                                                | 2 – 0                                                                 | Italia                                                                | Cyprus Cup 2018 - finale 1º/2º posto                                  | -                                                                     |                                                                       |
| 6-4-2018                                                              | Vadul lui Vodă                                                        | Moldavia                                                              | 1 – 3                                                                 | Italia                                                                | Qual. Mondiali 2019                                                   | -                                                                     | 70’                                                                   |
| 10-4-2018                                                             | Ferrara                                                               | Italia                                                                | 2 – 1                                                                 | Belgio                                                                | Qual. Mondiali 2019                                                   | 1                                                                     |                                                                       |
| 8-6-2018                                                              | Firenze                                                               | Italia                                                                | 3 – 0                                                                 | Portogallo                                                            | Qual. Mondiali 2019                                                   | -                                                                     | 34’                                                                   |
| 9-4-2019                                                              | Reggio Emilia                                                         | Italia                                                                | 2 – 1                                                                 | Irlanda                                                               | Amichevole                                                            | -                                                                     | 76’                                                                   |
| 29-5-2019                                                             | Ferrara                                                               | Italia                                                                | 3 – 1                                                                 | Svizzera                                                              | Amichevole                                                            | -                                                                     | 75’                                                                   |
| 25-6-2019                                                             | Montpellier                                                           | Italia                                                                | 2 – 0                                                                 | Cina                                                                  | Mondiali 2019 - Ottavi di finale                                      | -                                                                     | 71’                                                                   |
| 3-9-2019                                                              | Tbilisi                                                               | Georgia                                                               | 0 – 1                                                                 | Italia                                                                | Qual. Euro 2022                                                       | -                                                                     | 89’                                                                   |
| 4-10-2019                                                             | Ta' Qali                                                              | Malta                                                                 | 0 – 2                                                                 | Italia                                                                | Qual. Euro 2022                                                       | -                                                                     | 63’                                                                   |
| 8-10-2019                                                             | Palermo                                                               | Italia                                                                | 2 – 0                                                                 | Bosnia ed Erzegovina                                                  | Qual. Euro 2022                                                       | -                                                                     | 79’                                                                   |
| 8-11-2019                                                             | Benevento                                                             | Italia                                                                | 6 – 0                                                                 | Georgia                                                               | Qual. Euro 2022                                                       | 1                                                                     | 62’                                                                   |
| 12-11-2019                                                            | Castel di Sangro                                                      | Italia                                                                | 5 – 0                                                                 | Malta                                                                 | Qual. Euro 2022                                                       | -                                                                     |                                                                       |
| 4-3-2020                                                              | Faro                                                                  | Portogallo                                                            | 1 – 2                                                                 | Italia                                                                | Algarve Cup 2020 - Prima fase                                         | -                                                                     | 72’                                                                   |
| 7-3-2020                                                              | Parchal                                                               | Nuova Zelanda                                                         | 0 – 3                                                                 | Italia                                                                | Algarve Cup 2020 - Seconda fase                                       | -                                                                     | 86’                                                                   |
| 22-9-2020                                                             | Zenica                                                                | Bosnia ed Erzegovina                                                  | 0 – 5                                                                 | Italia                                                                | Qual. Euro 2022                                                       | -                                                                     |                                                                       |
| 27-10-2020                                                            | Empoli                                                                | Italia                                                                | 1 – 3                                                                 | Danimarca                                                             | Qual. Euro 2022                                                       | -                                                                     | 46’                                                                   |
| 1-12-2020                                                             | Viborg                                                                | Danimarca                                                             | 0 – 0                                                                 | Italia                                                                | Qual. Euro 2022                                                       | -                                                                     | 73’                                                                   |
| 24-2-2021                                                             | Firenze                                                               | Italia                                                                | 12 – 0                                                                | Israele                                                               | Qual. Euro 2022                                                       | 1                                                                     | 46’                                                                   |
| 13-4-2021                                                             | Firenze                                                               | Italia                                                                | 1 – 1                                                                 | Islanda                                                               | Amichevole                                                            | -                                                                     | 66’                                                                   |
| 10-6-2021                                                             | Ferrara                                                               | Italia                                                                | 1 – 0                                                                 | Paesi Bassi                                                           | Amichevole                                                            | -                                                                     | 75’                                                                   |
| 17-9-2021                                                             | Trieste                                                               | Italia                                                                | 3 – 0                                                                 | Moldavia                                                              | Qual. Mondiali 2023                                                   | -                                                                     |                                                                       |
| 22-10-2021                                                            | Castel di Sangro                                                      | Italia                                                                | 3 – 0                                                                 | Croazia                                                               | Qual. Mondiali 2023                                                   | -                                                                     |                                                                       |
| 16-2-2022                                                             | Lagos                                                                 | Danimarca                                                             | 0 – 1                                                                 | Italia                                                                | Algarve Cup 2022 - 1º turno                                           | -                                                                     | 65’                                                                   |
| 20-2-2022                                                             | Faro                                                                  | Italia                                                                | 2 – 1                                                                 | Norvegia                                                              | Algarve Cup 2022 - 1º turno                                           | -                                                                     | 78’                                                                   |
| 23-2-2022                                                             | Lagos                                                                 | Svezia                                                                | 1 – 1 (6 - 5 dtr)                                                     | Italia                                                                | Algarve Cup 2022 - Finale                                             | -                                                                     | 56’                                                                   |
| 8-4-2022                                                              | Parma                                                                 | Italia                                                                | 7 – 0                                                                 | Lituania                                                              | Qual. Mondiali 2023                                                   | -                                                                     | 76’                                                                   |
| 12-4-2022                                                             | Thun                                                                  | Svizzera                                                              | 0 – 1                                                                 | Italia                                                                | Qual. Mondiali 2023                                                   | -                                                                     | 76’                                                                   |
| 1-7-2022                                                              | Castel di Sangro                                                      | Italia                                                                | 1 – 1                                                                 | Spagna                                                                | Amichevole                                                            | -                                                                     | 73’                                                                   |
| 10-7-2022                                                             | Rotherham                                                             | Francia                                                               | 5 – 1                                                                 | Italia                                                                | Euro 2022 - Fase a gironi                                             | -                                                                     | 46’                                                                   |
| 14-7-2022                                                             | Manchester                                                            | Italia                                                                | 1 – 1                                                                 | Islanda                                                               | Euro 2022 - Fase a gironi                                             | -                                                                     |                                                                       |
| 18-7-2022                                                             | Manchester                                                            | Italia                                                                | 0 – 1                                                                 | Belgio                                                                | Euro 2022 - Fase a gironi                                             | -                                                                     | 58’                                                                   |
| 2-9-2022                                                              | Chișinău                                                              | Moldavia                                                              | 0 – 8                                                                 | Italia                                                                | Qual. Mondiali 2023                                                   | -                                                                     | 68’                                                                   |
| 6-9-2022                                                              | Ferrara                                                               | Italia                                                                | 2 – 0                                                                 | Romania                                                               | Qual. Mondiali 2023                                                   | -                                                                     | 66’                                                                   |
| 10-10-2022                                                            | Genova                                                                | Italia                                                                | 0 – 1                                                                 | Brasile                                                               | Amichevole                                                            | -                                                                     |                                                                       |
| 11-11-2022                                                            | Lignano Sabbiadoro                                                    | Italia                                                                | 0 – 1                                                                 | Austria                                                               | Amichevole                                                            | -                                                                     | 67’                                                                   |
| 16-2-2023                                                             | Milton Keynes                                                         | Italia                                                                | 1 – 2                                                                 | Belgio                                                                | Arnold Clark Cup 2023                                                 | -                                                                     | 46’                                                                   |
| 19-2-2023                                                             | Coventry                                                              | Inghilterra                                                           | 2 – 1                                                                 | Italia                                                                | Arnold Clark Cup 2023                                                 | -                                                                     | 79’                                                                   |
| 22-2-2023                                                             | Bristol                                                               | Corea del Sud                                                         | 1 – 2                                                                 | Italia                                                                | Arnold Clark Cup 2023                                                 | 1                                                                     | 66’                                                                   |
| Totale                                                                |                                                                       | Presenze                                                              | 80                                                                    |                                                                       | Reti                                                                  | 4                                                                     |                                                                       |

| Cronologia completa delle presenze e delle reti in nazionale ― Italia under 20 | Cronologia completa delle presenze e delle reti in nazionale ― Italia under 20 | Cronologia completa delle presenze e delle reti in nazionale ― Italia under 20 | Cronologia completa delle presenze e delle reti in nazionale ― Italia under 20 | Cronologia completa delle presenze e delle reti in nazionale ― Italia under 20 | Cronologia completa delle presenze e delle reti in nazionale ― Italia under 20 | Cronologia completa delle presenze e delle reti in nazionale ― Italia under 20 | Cronologia completa delle presenze e delle reti in nazionale ― Italia under 20 |
| Data                                                                           | Città                                                                          | In casa                                                                        | Risultato                                                                      | Ospiti                                                                         | Competizione                                                                   | Reti                                                                           | Note                                                                           |
| ------------------------------------------------------------------------------ | ------------------------------------------------------------------------------ | ------------------------------------------------------------------------------ | ------------------------------------------------------------------------------ | ------------------------------------------------------------------------------ | ------------------------------------------------------------------------------ | ------------------------------------------------------------------------------ | ------------------------------------------------------------------------------ |
| 7-2-2012                                                                       | Gerusalemme                                                                    | Palestina under 20                                                             | 0 – 7                                                                          | Italia under 20                                                                | Amichevole                                                                     | -                                                                              |                                                                                |
| 9-2-2012                                                                       | Gerusalemme                                                                    | Palestina under 20                                                             | 0 – 4                                                                          | Italia under 20                                                                | Amichevole                                                                     | -                                                                              | 60’                                                                            |
| 26-4-2012                                                                      | Soragna                                                                        | Italia under 20                                                                | 4 – 2                                                                          | Norvegia under 20                                                              | Amichevole                                                                     | 1                                                                              |                                                                                |
| 14-7-2012                                                                      | Gravellona Toce                                                                | Italia under 20                                                                | 0 – 3                                                                          | Canada under 20                                                                | Amichevole                                                                     | -                                                                              | 60’                                                                            |
| 11-8-2012                                                                      | Cormons                                                                        | Italia under 20                                                                | 4 – 3                                                                          | Argentina under 20                                                             | Amichevole                                                                     | -                                                                              |                                                                                |
| 19-8-2012                                                                      | Saitama                                                                        | Brasile under 20                                                               | 1 – 1                                                                          | Italia under 20                                                                | Mondiali under 20 2012 - Fase a gironi                                         | -                                                                              |                                                                                |
| 22-8-2012                                                                      | Saitama                                                                        | Italia under 20                                                                | 0 – 2                                                                          | Corea del Sud under 20                                                         | Mondiali under 20 2012 - Fase a gironi                                         | -                                                                              |                                                                                |
| 26-8-2012                                                                      | Kōbe                                                                           | Italia under 20                                                                | 0 – 4                                                                          | Nigeria under 20                                                               | Mondiali under 20 2012 - Fase a gironi                                         | -                                                                              |                                                                                |
| Totale                                                                         |                                                                                | Presenze                                                                       | 8                                                                              |                                                                                | Reti                                                                           | 1                                                                              |                                                                                |

| Cronologia completa delle presenze e delle reti in nazionale ― Italia under 19 | Cronologia completa delle presenze e delle reti in nazionale ― Italia under 19 | Cronologia completa delle presenze e delle reti in nazionale ― Italia under 19 | Cronologia completa delle presenze e delle reti in nazionale ― Italia under 19 | Cronologia completa delle presenze e delle reti in nazionale ― Italia under 19 | Cronologia completa delle presenze e delle reti in nazionale ― Italia under 19 | Cronologia completa delle presenze e delle reti in nazionale ― Italia under 19 | Cronologia completa delle presenze e delle reti in nazionale ― Italia under 19 |
| Data                                                                           | Città                                                                          | In casa                                                                        | Risultato                                                                      | Ospiti                                                                         | Competizione                                                                   | Reti                                                                           | Note                                                                           |
| ------------------------------------------------------------------------------ | ------------------------------------------------------------------------------ | ------------------------------------------------------------------------------ | ------------------------------------------------------------------------------ | ------------------------------------------------------------------------------ | ------------------------------------------------------------------------------ | ------------------------------------------------------------------------------ | ------------------------------------------------------------------------------ |
| 28-5-2008                                                                      | Tortolì                                                                        | Italia under 19                                                                | 0 – 3                                                                          | Inghilterra under 19                                                           | Amichevole                                                                     | -                                                                              |                                                                                |
| 7-7-2008                                                                       | Romorantin-Lanthenay                                                           | Italia under 19                                                                | 1 – 0                                                                          | Norvegia under 19                                                              | Europeo under 19 2008 - Fase a gironi                                          | -                                                                              | 72’                                                                            |
| 13-7-2008                                                                      | Vineuil                                                                        | Spagna under 19                                                                | 3 – 0                                                                          | Italia under 19                                                                | Europeo under 19 2008 - Fase a gironi                                          | -                                                                              |                                                                                |
| 9-3-2009                                                                       | La Manga                                                                       | Italia under 19                                                                | 0 – 4                                                                          | Germania under 19                                                              | Torneo La Manga                                                                | -                                                                              |                                                                                |
| 11-3-2009                                                                      | La Manga                                                                       | Danimarca under 19                                                             | 0 – 1                                                                          | Italia under 19                                                                | Torneo La Manga                                                                | -                                                                              |                                                                                |
| 13-3-2009                                                                      | La Manga                                                                       | Norvegia under 19                                                              | 4 – 4                                                                          | Italia under 19                                                                | Torneo La Manga                                                                | -                                                                              |                                                                                |
| 23-4-2009                                                                      | Altbüron                                                                       | Svizzera under 19                                                              | 3 – 0                                                                          | Italia under 19                                                                | Qual. Europeo under 19 2009                                                    | -                                                                              |                                                                                |
| 25-4-2009                                                                      | Altbüron                                                                       | Italia under 19                                                                | 4 – 0                                                                          | Romania under 19                                                               | Qual. Europeo under 19 2009                                                    | -                                                                              |                                                                                |
| 18-4-2009                                                                      | Brunnen                                                                        | Italia under 19                                                                | 1 – 1                                                                          | Paesi Bassi under 19                                                           | Qual. Europeo under 19 2009                                                    | -                                                                              |                                                                                |
| 19-9-2009                                                                      | Dobrič                                                                         | Italia under 19                                                                | 6 – 0                                                                          | Bulgaria under 19                                                              | Qual. Europeo under 19 2010                                                    | 1                                                                              |                                                                                |
| 21-9-2009                                                                      | Albena                                                                         | Irlanda del Nord under 19                                                      | 0 – 6                                                                          | Italia under 19                                                                | Qual. Europeo under 19 2010                                                    | -                                                                              |                                                                                |
| 24-9-2009                                                                      | Albena                                                                         | Italia under 19                                                                | 2 – 0                                                                          | Scozia under 19                                                                | Qual. Europeo under 19 2010                                                    | -                                                                              |                                                                                |
| 25-11-2009                                                                     | ?                                                                              | Belgio under 19                                                                | 0 – 3                                                                          | Italia under 19                                                                | Amichevole                                                                     | -                                                                              |                                                                                |
| 1-3-2010                                                                       | La Manga                                                                       | Finlandia under 19                                                             | 1 – 2                                                                          | Italia under 19                                                                | Torneo La Manga                                                                | -                                                                              |                                                                                |
| 3-3-2010                                                                       | La Manga                                                                       | Italia under 19                                                                | 0 – 0                                                                          | Norvegia under 19                                                              | Torneo La Manga                                                                | -                                                                              |                                                                                |
| 5-3-2010                                                                       | La Manga                                                                       | Paesi Bassi under 19                                                           | 1 – 0                                                                          | Italia under 19                                                                | Torneo La Manga                                                                | -                                                                              |                                                                                |
| 27-3-2010                                                                      | Maasmechelen                                                                   | Italia under 19                                                                | 3 – 0                                                                          | Ucraina under 19                                                               | Qual. Europeo under 19 2010                                                    | -                                                                              |                                                                                |
| 29-3-2010                                                                      | Beringen                                                                       | Italia under 19                                                                | 3 – 1                                                                          | Bosnia ed Erzegovina under 19                                                  | Qual. Europeo under 19 2010                                                    | -                                                                              |                                                                                |
| 1-4-2010                                                                       | Maasmechelen                                                                   | Belgio under 19                                                                | 0 – 5                                                                          | Italia under 19                                                                | Qual. Europeo under 19 2010                                                    | 1                                                                              | 58’                                                                            |
| 24-5-2010                                                                      | Kumanovo                                                                       | Germania under 19                                                              | 4 – 1                                                                          | Italia under 19                                                                | Europeo under 19 2010 - Fase a gironi                                          | -                                                                              |                                                                                |
| 27-5-2010                                                                      | Kumanovo                                                                       | Inghilterra under 19                                                           | 2 – 1                                                                          | Italia under 19                                                                | Europeo under 19 2010 - Fase a gironi                                          | -                                                                              |                                                                                |
| 31-5-2010                                                                      | Skopje                                                                         | Italia under 19                                                                | 3 – 3                                                                          | Scozia under 19                                                                | Europeo under 19 2010 - Fase a gironi                                          | -                                                                              |                                                                                |
| 4-9-2010                                                                       | ?                                                                              | Italia under 19                                                                | 3 – 1                                                                          | Croazia under 19                                                               | Amichevole                                                                     | -                                                                              |                                                                                |
| 14-10-2010                                                                     | Pordenone                                                                      | Serbia under 19                                                                | 2 – 1                                                                          | Italia under 19                                                                | Amichevole                                                                     | 1                                                                              | 58’, 71’                                                                       |
| 9-2-2011                                                                       | Pordenone                                                                      | Italia under 19                                                                | 1 – 1                                                                          | Austria under 19                                                               | Amichevole                                                                     | -                                                                              |                                                                                |
| 4-3-2011                                                                       | La Manga                                                                       | Paesi Bassi under 19                                                           | 3 – 0                                                                          | Italia under 19                                                                | Torneo La Manga                                                                | -                                                                              |                                                                                |
| 6-3-2011                                                                       | La Manga                                                                       | Italia under 19                                                                | 3 – 0                                                                          | Danimarca under 19                                                             | Torneo La Manga                                                                | -                                                                              |                                                                                |
| 8-3-2011                                                                       | La Manga                                                                       | Italia under 19                                                                | 1 – 2                                                                          | Francia under 19                                                               | Torneo La Manga                                                                | 1                                                                              |                                                                                |
| 30-5-2011                                                                      | Imola                                                                          | Italia under 19                                                                | 2 – 1                                                                          | Russia under 19                                                                | Europeo under 19 2011 - Fase a gironi                                          | -                                                                              | }                                                                              |
| 2-6-2011                                                                       | Cervia                                                                         | Italia under 19                                                                | 1 – 0                                                                          | Svizzera under 19                                                              | Europeo under 19 2011 - Fase a gironi                                          | -                                                                              |                                                                                |
| 8-6-2011                                                                       | Bellaria-Igea Marina                                                           | Italia under 19                                                                | 2 – 3                                                                          | Norvegia under 19                                                              | Europeo under 19 2011 - Semifinale                                             | -                                                                              |                                                                                |
| Totale                                                                         |                                                                                | Presenze                                                                       | 31                                                                             |                                                                                | Reti                                                                           | 5                                                                              |                                                                                |

| Cronologia completa delle presenze e delle reti in nazionale ― Italia under 17 | Cronologia completa delle presenze e delle reti in nazionale ― Italia under 17 | Cronologia completa delle presenze e delle reti in nazionale ― Italia under 17 | Cronologia completa delle presenze e delle reti in nazionale ― Italia under 17 | Cronologia completa delle presenze e delle reti in nazionale ― Italia under 17 | Cronologia completa delle presenze e delle reti in nazionale ― Italia under 17 | Cronologia completa delle presenze e delle reti in nazionale ― Italia under 17 | Cronologia completa delle presenze e delle reti in nazionale ― Italia under 17 |
| Data                                                                           | Città                                                                          | In casa                                                                        | Risultato                                                                      | Ospiti                                                                         | Competizione                                                                   | Reti                                                                           | Note                                                                           |
| ------------------------------------------------------------------------------ | ------------------------------------------------------------------------------ | ------------------------------------------------------------------------------ | ------------------------------------------------------------------------------ | ------------------------------------------------------------------------------ | ------------------------------------------------------------------------------ | ------------------------------------------------------------------------------ | ------------------------------------------------------------------------------ |
| 18-3-2008                                                                      | Chiasso                                                                        | Svizzera under 17                                                              | 2 – 1                                                                          | Italia under 17                                                                | Amichevole                                                                     | -                                                                              | 45’                                                                            |
| 20-3-2008                                                                      | Novedrate                                                                      | Italia under 17                                                                | 1 – 3                                                                          | Svizzera under 17                                                              | Amichevole                                                                     | -                                                                              |                                                                                |
| 20-8-2008                                                                      | ?                                                                              | Italia under 17                                                                | 1 – 2                                                                          | Russia under 17                                                                | Torneo Polonia                                                                 | -                                                                              | 75’                                                                            |
| 21-8-2008                                                                      | ?                                                                              | Polonia under 17                                                               | 0 – 5                                                                          | Italia under 17                                                                | Torneo Polonia                                                                 | 1                                                                              |                                                                                |
| 23-8-2008                                                                      | ?                                                                              | Italia under 17                                                                | –                                                                              | Irlanda under 17                                                               | Torneo Polonia                                                                 | -                                                                              |                                                                                |
| 7-10-2008                                                                      | Bardolino                                                                      | Italia under 17                                                                | 3 – 1                                                                          | Azerbaigian under 17                                                           | Qual. Europeo under 17 2009                                                    | 1                                                                              |                                                                                |
| 9-10-2008                                                                      | Bardolino                                                                      | Italia under 17                                                                | 1 – 0                                                                          | Islanda under 17                                                               | Qual. Europeo under 17 2009                                                    | -                                                                              |                                                                                |
| 11-10-2008                                                                     | Bardolino                                                                      | Italia under 17                                                                | 0 – 5                                                                          | Francia under 17                                                               | Qual. Europeo under 17 2009                                                    | -                                                                              |                                                                                |
| Totale                                                                         |                                                                                | Presenze                                                                       | 8                                                                              |                                                                                | Reti                                                                           | 2                                                                              |                                                                                |

## Palmarès

### Club
- Campionato italiano: 8

Brescia: 2013-2014, 2015-2016
Juventus: 2017-2018, 2018-2019, 2019-2020, 2020-2021, 2021-2022, 2024-2025
- Coppa Italia: 7

Brescia: 2011-2012, 2014-2015, 2015-2016
Juventus: 2018-2019, 2021-2022, 2022-2023, 2024-2025
- Supercoppa italiana: 7

Brescia: 2014, 2015, 2016
Juventus: 2019, 2020, 2021

### Nazionale
- Campionato d'Europa under 19: 1

2008

### Individuale
- Pallone Azzurro: 1

2014
- Gran Galà del calcio AIC: 1

Gol dell'anno: 2022